# AS 드라공 FC 드 루에메
AS 드라공 FC 드 루에메는 베냉에 있는 축구 클럽이다.아베디 펠레가 1984년에 이곳에서 뛰었던 경력이 있다.

## 선수 명단

### 역대
틀:베냉 프리미어리그